# جانگ سونگ-هو (بازیکن بیسبال)
جانگ سونگ-هو (انگلیسی: Jang Sung-ho؛ زادهٔ ۱۸ اکتبر ۱۹۷۷) بازیکن بیسبال اهل کره جنوبی است.
از افتخارات وی میتوان به کسب مدال برنز در بازی‌های المپیک تابستانی ۲۰۰۰ اشاره کرد.